# Real Málaga Football Club
El Real Málaga fue un club de los años 10 y 20 del s. XX situado en Málaga, jugaba en el Campo del Cristo de la Epidemia, nace en 1915 como Málaga Football Club, pero obtiene el título de real en 1924. Se fusiona con el Sporting Club y se crea el Málaga Sport Club.

## Historia
Fue creado en 1915 y después fue federado el 1 de diciembre de 1921 bajo el nombre de Malaga Football Club, y disputa sus encuentros en el Campo de la playa de los Baños del Carmen.El 23 de agosto de 1922 se inaugura el Campo de los baños del Carmen en un partido contra el Real España F.C. Con un aplastante resultado de 11-1 al Málaga F.C. Parte de la Directiva del Málaga se separa y se Crea el F.C. Malagueño.El 24 de abril de 1924 se Inaugura el Campo del Cristo de la Epidemia (en donde jugaba el Malagueño) con un partido contra el RCD Español de Barcelona, también alcanza la elite del futbol andaluz. Años más tarde, el 11 de agosto de 1927, Alfonso XIII acepta la presidencia de Honor del Málaga F.C. convirtiéndose en el Real Málaga F.C., esto sucede debido a que las infantas y miembros de la Casa Real atendían a ver los partidos, también debido a la gestión del presidente Ignacio Lazarraga. En 1929 se instaura la Tercera División en donde queda el Real Málaga y el Malagueño dentro, debido a la crisis económica del Real Málaga abandona Los Baños del Carmen y se instaura en el Campo de Segalerva mientras que el Malagueño (aprovechándose de la situación) se instala en los Baños del Carmen, en septiembre de 1930 se disuelve el Real Málaga fusionándose con el Sporting Club (equipo local de la Segalerva) para formar el Málaga Sport Club.